# Percnia grisearia
Percnia grisearia är en fjärilsart som beskrevs av John Henry Leech 1897. Percnia grisearia ingår i släktet Percnia och familjen mätare. Inga underarter finns listade i Catalogue of Life.